# 東京ヤクルトスワローズ主催試合の地方球場一覧
東京ヤクルトスワローズ主催試合の地方球場一覧ではプロ野球国鉄スワローズ→サンケイスワローズ→サンケイアトムズ→アトムズ→ヤクルトアトムズ→ヤクルトスワローズ→東京ヤクルトスワローズが本拠地明治神宮野球場（二軍はヤクルト戸田球場）以外で公式戦を行った球場を列記する（使用した年は全部スタブ。フランチャイズ制度ができた1952年より）。

## 一軍

### 歴代本拠地
- 武蔵野グリーンパーク野球場（1951年）
  - フランチャイズ正式導入前
- 後楽園球場（1950年-1963年）
- 明治神宮野球場（1964年 - 。1963年も地方開催扱いで使用）[1]
  - 1978年の日本シリーズ=阪急との4試合は東京六大学野球連盟秋季リーグ戦の日程調整が付かず、後楽園で振り替え開催

### 北海道
- 小樽桜ヶ丘球場（1951年）
- 札幌市営中島球場（1951年）
- 旭川市営野球場（1952年）
- 札幌市円山球場（1952年-1953年、1974年、1976年、1979年、1981年、1983年、1985年、1987年、1989年、1991年-1992年、1994年、1996年[1試合雨天中止]、1998年、2000年）2試合開催
- 夕張鹿の谷球場（1952年-1953年）
- 札幌ドーム（2001年-2004年）2002年は3試合、それ以外は2試合開催
  - 2005年から2022年まで北海道日本ハムファイターズの主催試合（オープン戦および交流戦）でビジターチームとして使用していた。
- 釧路市民球場（2006年）
- 帯広の森野球場（2006年）
  - 日本ハムの北海道への移転まで、道内での主催ゲームは北海道新聞社やその関連企業と地元のヤクルト販売会社（1979年6月17日の円山球場での対阪神戦の場合、北海道新聞社・北海道文化放送・道新文化事業社・札幌ヤクルトがチケットに明記）が勧進元となっていた。

### 東北

#### 青森県
- 青森県営野球場（1974年）

#### 岩手県
- 盛岡市営野球場（1951年）
- 岩手県営野球場（1970年-1974年、1991年、2000年[雨天中止]-2001年）

#### 宮城県
- 評定河原球場（1950年）
- 宮城球場（現：楽天モバイルパーク宮城）（1951年-1953年、1965年、1972年-1975年、1977年、1978年、1980年、1982年、1983年、1985年、1987年、1991年-1993年、2000年[雨天中止]-2001年）[1992年は雨天中止]
  - 売り興行だった時代は東北野球企業との共催だった。他球団主催のビジターとしての開催もある他、2005年以降は東北楽天ゴールデンイーグルスの主催試合（交流戦）でビジターチームとして使用している。

#### 秋田県
- 秋田市営八橋球場（秋田市営八橋球場）（現：さきがけ八橋球場）（1966年、1978年）
- 秋田県立野球場（こまちスタジアム）（2003年-2008年、2010年-2016年、2019年）[2014年は1試合中止]全て2試合開催で土日　石川雅規投手の出身地であるため応援が盛り上がる。

#### 山形県
- 米沢市営野球場（1951年）
- 鶴岡市営野球場（1952年）
- 山形市営球場（1971年）
- 山形県野球場（荘内銀行・日新製薬スタジアムやまがた）（現：ヤマリョースタジアム山形）（1983年、1987年、1997年、2002年、2017年）

#### 福島県
- 福島市信夫ヶ丘球場（1952年-1953年）
- 郡山総合運動場開成山野球場（現：ヨーク開成山スタジアム）（1955年、1971年、1985年、2010年）
- 福島県営あづま球場（1987年、1988年、1992年[雨天中止]-1993年、1997年、2002年、2009年、2011年、2015年、2017年）
- いわきグリーンスタジアム（1995年、2003年-2006年、2008年、2010年）

### 関東

#### 茨城県
- 水戸水府球場（1950年）
- 土浦市営球場（1952年）
- 勝田市民球場（1990）
- ひたちなか市民球場（1995年、2003年-2006年、2008年）

#### 栃木県
- 宇都宮総合球場（1950年、1973年）
- 宇都宮常設球場（1954年）
- 足利市営球場（1956年）
- 宇都宮清原球場（1996年）

#### 群馬県
- 太田市営東山球場（1950年）
- 桐生新川球場（1954年）
- 高崎市城南野球場（1954年、1955年）
- 群馬県立敷島公園野球場（現：上毛新聞新聞敷島球場）（1955年）
- 桐生球場（1973）

#### 埼玉県
- 埼玉県営大宮公園野球場（1950年、1952年）
- 熊谷市営球場（1950年）

#### 千葉県
- 市川国府台球場（1950年）
- 千葉公園野球場（1952年-1955年）
- 銚子市営野球場（1953年）
- 千葉マリンスタジアム（現：ZOZOマリンスタジアム）（1991年-2005年）　2-3試合開催　東京六大学野球の影響で毎年5月下旬の週末に行われていた。
  - 主催公式戦がなくなった後も、ロッテの主催試合（オープン戦および交流戦）でビジターチームとして使用している。

#### 東京都
- 昭和町球場（1952年）
- 八王子市営球場（1954年、1956年）
- 駒澤野球場（1959年-1961年）
- 東京スタジアム（1962年-1964年、1968年、1972年）
- 東京ドーム（2021年）

#### 神奈川県
- 神奈川県立保土ヶ谷公園硬式野球場（1951年）
- 川崎球場（1952年-1954年、1957年）
- 横浜公園平和野球場（1954年、1966年、1967年）

#### 山梨県
- 山梨県営甲府総合球場（1950年、1972年）

### 中部

#### 新潟県
- 新発田市営球場（1950年）
- 長岡球場（1951年、1953年）
- 新潟市営白山野球場（1951年-1953年）
- 新潟市営鳥屋野野球場（1966年、1971年、1975年、1981年-1982年、1988年、1990年）
- 長岡市悠久山野球場（1971年、1974年-1975年、1981年-1982年、1988年、1990年-1991年）
- 柏崎市佐藤池野球場（1989年、1991年）
- 新潟県立野球場（HARD OFF ECOスタジアム新潟）（2012年）2試合開催

#### 長野県
- 長野市営城山野球場（1951年、1952年、1954年-1956年、1958年、1959年、1961年）
- 下諏訪町営球場（1950年、1952年）
- 長野県営松本野球場（1950年、1956年、1961年、1972年、1977年、1985年、1986年）
- 上田城跡公園野球場〈旧上田市営球場〉（1951年、1954年、1958年）
- 長野県営野球場（1973年、1977年、1984年、1986年、1989年）
- 長野オリンピックスタジアム （南長野運動公園野球場）（2001年、2003年、2006年、2008年、2013年、2016年、2019年）

#### 静岡県
- 沼津市営球場（1951年）
- 静岡県営草薙球場（1951年-1954年、1960年、1973年-1981年、1995年、1998年、2000年[雨天中止]、2011年、2013年-2018年、2021年、2023年） 2011年は4試合、2013年と2015年は2試合開催し全て巨人戦[2015年は1試合中止]、2021年は中日戦2試合開催
- 浜松市営球場（1951年、1960年）
- 島田市営球場（1980年-1981年）
  - 1980年は中日とのダブルヘッダーで第1試合を中日、第2試合をヤクルトが主催

#### 富山県
- 県営富山野球場（1952年、1954年-1957年、1969年）

#### 石川県
- 石川県営兼六園野球場（1952年-1956年、1959年、1969年、1972年）

#### 福井県
- 福井市営球場（1953年、1956年、1957年）

#### 愛知県
- 鳴海球場（1950年）
- 豊橋市営球場（1951年）
- 中日球場（1951年）

### 近畿

#### 大阪府
- 大阪スタヂアム（1950年、1951年）

#### 兵庫県
- 阪神甲子園球場（1950年、1951年、1964年）9月29日、第1試合で中日ドラゴンズ、第2試合で阪神タイガースと対戦する変則ダブルヘッダー。中日戦を主催。
- 姫路球場（1959年）

### 中国・四国

#### 鳥取県
- 米子市営湊山球場（1955年）

#### 島根県
- 松江市営球場（1950年）

#### 岡山県
- 倉敷市営球場（1950年）

#### 広島県
- 呉市二河野球場（1952年）9月3日、広島カープと対戦。
- 広島市民球場 (初代)（1974年）10月4日、広島カープと対戦。

#### 山口県
- 下関市営球場（1950年）

#### 愛媛県
- 松山中央公園野球場（坊っちゃんスタジアム）（2002年-2003年、2005年-2019年、2021年-）1-2試合開催[2006年、2015年、2018年は1試合雨天中止]
  - 2004年は広島主催のビジターゲームで使用。

### 九州

#### 福岡県
- 平和台球場（1950年、1979年-1988年）
- 小倉豊楽園球場（1953年）
- 福岡ドーム（現：福岡  Pay Payドーム）（1993年-2001年）3試合開催
  - 2005年からはソフトバンクの主催試合（オープン戦および交流戦）でビジターチームとして使用している。

#### 長崎県
- 長崎市営大橋球場（1971年、1977年-1979年、1981年-1984年、1986年-1990年）佐世保野球場と共に2連戦。元オーナー：松園尚巳の出身地ということもあり毎年開催されていた。
- 佐世保市営球場（1978年）長崎市営大橋球場と共に2連戦
- 佐世保野球場（1980年、1982年-1990年）長崎市営大橋球場と共に2連戦
- 長崎県営野球場（長崎ビックNスタジアム）（1997年[1試合雨天中止]、1999年、2002年）2試合開催

#### 熊本県
- 熊本県営藤崎台球場（現：リブワーク藤崎台球場）（1973年、1975年-1978年、1998年）

#### 大分県
- 大分県立春日浦野球場 （春日浦球場）（1953年）

#### 宮崎県
- 都城運動公園野球場（都城市営球場）（1973年）
- 宮崎県総合運動公園硬式野球場（サンマリンスタジアム宮崎）（現：ひむかスタジアム宮崎）（2001年[1試合雨天中止]）

#### 鹿児島県
- 鹿児島県立鴨池野球場→平和リース球場（1972年、1998年、2014年[雨天中止]、2018年、2024年）

## 二軍
二軍は総じてあまり地方開催はされていない様である（2009年度は0だった）。
- さいたま市営浦和球場（旧・浦和市営球場）
- さいたま市営大宮球場（旧・大宮市営球場）
- 大田スタジアム
- 江戸川区球場